# الیانو
الیانو (به ایتالیایی: Aliano) یک سکونتگاه مسکونی در ایتالیا است که در استان ماترا واقع شده‌است.

## خصوصیات
الیانو ۹۶ کیلومترمربع مساحت و ۱٬۱۵۱ نفر جمعیت دارد و ۴۹۸ متر بالاتر از سطح دریا واقع شده‌است.